# David Zeisberger

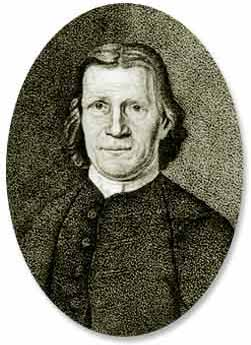
David Zeisberger im Alter von 40 Jahren

David Zeisberger (* 2. März 1721 in Zauchtenthal, heute Suchdol nad Odrou, Okres Nový Jičín, Moravskoslezský kraj, Tschechien; † 17. November 1808 in Goshen, Ohio, USA) war ein deutscher evangelischer Missionar und Sprachforscher der Herrnhuter Brüdergemeine unter Indianern im Osten Nordamerikas. Er lernte die Sprachen und Kulturen der indianischen Ethnien Creek, Irokesen, und Lenni Lenape, auch Delawaren genannt.
Die ersten Herrnhuter Missionare kamen im Jahr 1735 aus Deutschland nach Nordamerika. Sie predigten Widerstand- und Gewaltlosigkeit und bewirkten bei vielen konvertierten Indianern eine bemerkenswerte Veränderung. Sie wurden Mährische Indianer (englisch: Moravian Indians) genannt und wohnten in Dörfern mit Namen wie Salem, Bethlehem oder Gnadenhütten. Dort züchteten sie Pferde und Rinder, kultivierten Obstgärten, bestellten ihre Felder und versammelten sich täglich zum Gottesdienst.

## Leben

### Kindheit und Jugend

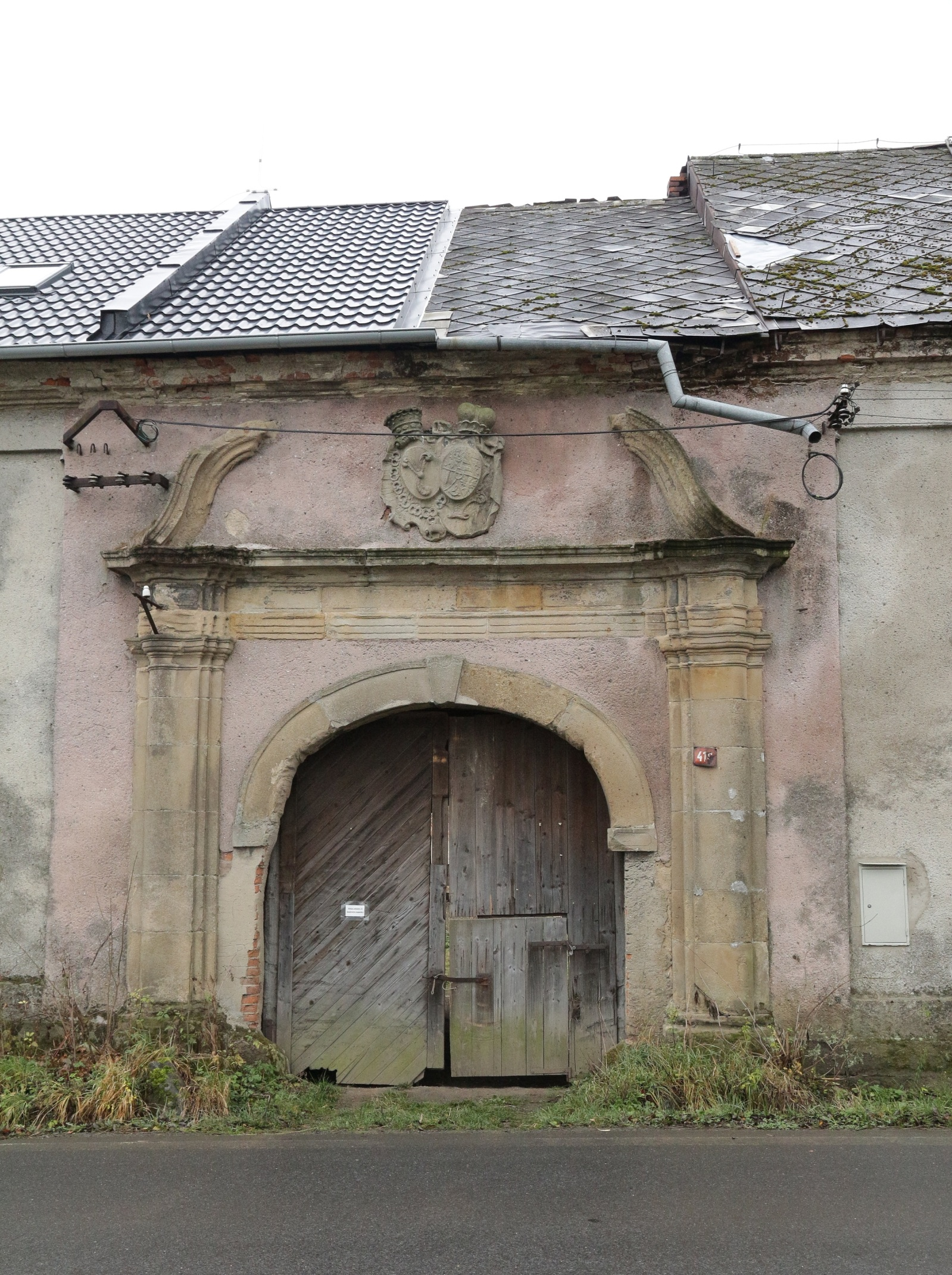
Geburtsort von Zeisberger in Zauchtenthal

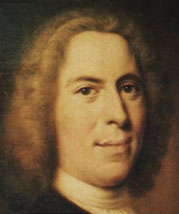
Ludwig Graf von Zinzendorf, Ausschnitt aus einem Gemälde von Balthasar Denner

Zeisbergers Eltern David und Rosina Zeisberger waren treue Anhänger der Brüderunität (tschechisch: Jednota Bratská) und mussten im Jahr 1726 gemeinsam mit ihrem fünfjährigen Sohn und anderen Gläubigen wegen religiöser Verfolgung nach Sachsen fliehen. Sie fanden erste Zuflucht in der Lausitz auf dem Besitztum von Graf Nikolaus Ludwig von Zinzendorf, einem Anhänger der pietistischen Bewegung.
Schon 1722 hatte Graf Zinzendorf mit der Aufnahme von Glaubensflüchtlingen aus Mähren begonnen, Nachkommen der alten böhmisch-mährischen Brüder. Diese gründeten die Siedlung Herrnhut, aus der die kirchlich eigenständige Brüdergemeine entstand. Im August 1727 kam es zur Gründung der Herrnhuter Brüdergemeine, die besonders im Bereich der Mission tätig wurde. Graf Zinzendorf kaufte 1735 Land für die Missionsarbeit in der britischen Kolonie Georgia in Nordamerika.
Davids Eltern gehörten zu den ersten zwanzig Brüdern, die sich 1735 auf die Reise nach Georgia begaben. Ihren Sohn David ließen sie in Deutschland zurück, damit er seine Schulausbildung bei den Herrnhuter beenden konnte. Besonders im Fach Latein zeigte sich Davids außerordentliche Sprachbegabung. Im Alter von fünfzehn Jahren versetzte ihn Zinzendorf in die holländische Niederlassung Herrendyk der Herrenhuter. 1738 wurde ihm die Passage nach Georgia zu seiner Familie gestattet und bezahlt.

### In Amerika
In Georgia besuchte er seine Eltern in der Herrnhuter Gemeinde in Savannah. Er predigte bei den Creek in Georgia, deren Sprache er in kurzer Zeit erlernte. Das war der Beginn seiner 62-jährigen Missionstätigkeit unter den Indianern im Osten der heutigen USA. 1739 zog er nach Pennsylvania, wo er an der Gründung und dem Aufbau der Herrnhuter-Siedlungen von Nazareth und Bethlehem 1741 beteiligt war. Der Brüderbischof David Nitschmann und sein gleichnamiger Onkel galten als Führer und Ortsgründer, die am 21. Dezember 1740 mit der Fällung eines ersten Baumes für den Hausbau begannen. Im Januar 1741 wurde das Gemeinhaus, eine Hütte von sechs auf zwölf Meter errichtet, wo er mit seinen Eltern David und Anna, den beiden Nitschmanns und weiteren Glaubensgeschwister mit den Namen Christian Froehlich, Hannah Hummel, Johann Martin Mack, Georg Neisser, Anthony Seiffert, Matthew Seybold und Benjamin Sommers anbeten, leben und arbeiten konnte. Gemeinsam mit seinen Eltern lebte er zunächst in Bethlehem in Pennsylvania, erlernte die Sprache der Irokesen und wurde von ihnen aufgenommen.
Auf Einladung von Hendrick Theyanoguin besuchte er 1745 die Mohawk in ihren Dörfern am Hudson River. Im Verlauf seiner Missionstätigkeit wurde er von den Engländern als französischer Spion festgenommen und in Albany sieben Wochen lang ins Gefängnis gesteckt. Nach seiner Freilassung ging er erneut auf Reisen zum Großen Rat der Irokesen im Hauptdorf der Onondaga, wo er von ihnen den Namen Ganousseracheri erhielt, und verlegte die Mission nach Shamokin an den Susquehanna River, das weiter im Westen ihres Stammesgebiets lag. In der Folgezeit führte ihn seine Missionstätigkeit an verschiedene Orte in Pennsylvania und Ohio, in denen die Angehörigen der von der Ostküste vertriebenen Indianer vieler Stämme lebten. Am 27. Februar 1750 wurde er ordiniert. Noch im gleichen Jahr reiste er nach Herrnhut und berichtete von seinen Missionstätigkeiten unter den Indianern, worauf der Leiter der Brüdergemeine Nikolaus Ludwig von Zinzendorf weitere Missionare zu ihm schicken ließ, damit die Missionsarbeit ausgeweitet werden konnte.

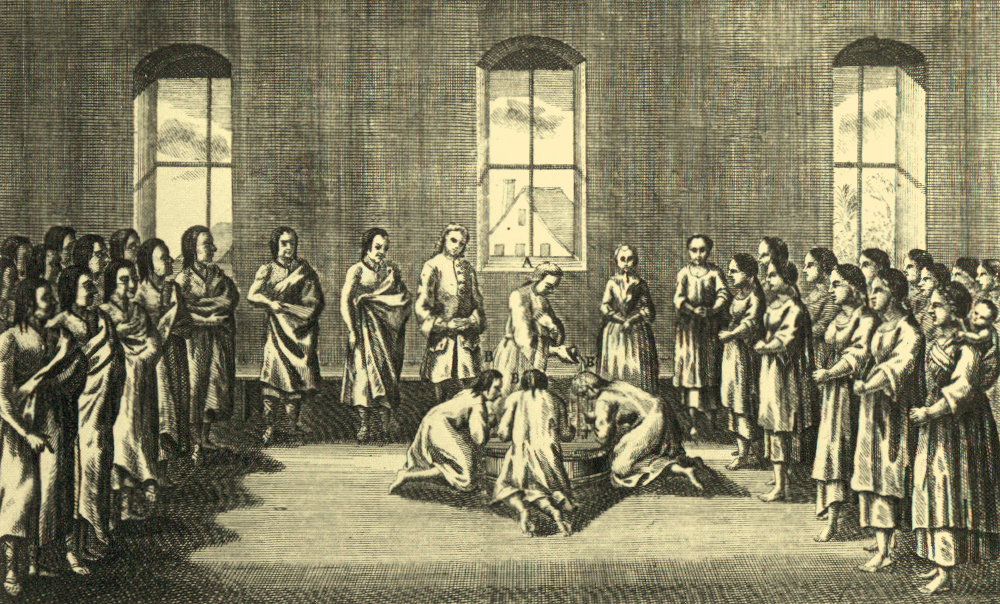
Ein Mährischer Bruder tauft drei Munsee-Delaware

Obwohl die Herrnhuter Brüder zu zahlreichen Indianerstämmen Kontakt hatten, war die Bekehrung der Lenni Lenape ein wichtiges Missionsziel. Sie folgten diesem Stamm westwärts von Pennsylvania über Ohio, Indiana bis nach Kansas. 1765 gründete Zeisberger am Nordarm des Susquehanna Rivers die Siedlung Friedenshutten bei Wyalusing. 1767 überquerte er als erster Weißer den Fluss Alleghany bei Raymond und gründete am linken Ufer erneut ein Dorf. Als die Verfolgung der Indianer auch hier einsetzte, zog er weiter nach Westen und gründete 1770 (nach anderen Angaben erst 1772) am Tuscarawas River den Ort Gnadenhütten in Ohio für konvertierte Lenni Lenape. 1772 folgte Schoenbrunn bei New Philadelphia, dann Salem, später Lichtenau bei Coshocton und Goshen in Ohio. Er lebte in diesen Siedlungen gemeinsam und friedlich mit den ansässigen Indianern und ihrem Häuptling Newcomer und galt als einer von ihnen. Ihre Gemeinschaft war geprägt von geistlichen Zeiten, handwerklicher Arbeit, die in praktischer Kleidung verrichtet wurde, und Enthaltsamkeit von Alkohol. Zeisberger konnte danach eine längere Zeit südlich des Eriesees bei den Delawaren wirken.
Am Vorabend des Amerikanischen Unabhängigkeitskriegs von 1776 kam es vermehrt zu Konflikten zwischen Indianern und weißen Siedlern, in die auch die Missionsstationen hineingezogen wurden. In der Kirche von Schoenbrunn wurde noch ein letzter Gottesdienst abgehalten, dann wurde sie von Zeisberger selbst zerstört, um ihre Entweihung zu vermeiden. Die Siedlung Schoenbrunn wurde aufgegeben, wahrscheinlich wurde sie durch Feuer zerstört.
Zeisbergers Beziehungen zu den britischen Behörden verschlechterten sich im Verlauf des Unabhängigkeitskriegs zusehends, weil er sich auf die Seite der Indianer stellte und für deren Rechte eintrat. Im Jahr 1781 wurden er und sein Assistent John Heckewelder in Detroit von britischen Soldaten unter Arent Schuyler DePeyster festgenommen und wegen Hochverrats an England angeklagt, jedoch dank Fürsprache des Delawaren Captain Pipe freigesprochen. In dieser Zeit, am 8. März 1782, wurden im sogenannten Gnadenhütten-Massaker 96 christliche Indianer von amerikanischen Soldaten der Pennsylvania-Miliz getötet. Erst in einem Brief aus dem Jahr 1800 anerkannte General Edward Hand die Verdienste der beiden Herrnhuter für die USA.
Nach seiner Freilassung im Jahr 1782 erzwangen die Expansion der Weißen sowie auch Konflikte mit anderen Indianerstämmen die Verlegung der Missionsstationen nach New Gnadenhütten bei Mount Clemens in Michigan, nach New Salem bei Milan und bei Amherstburg in Ontario. Zeisberger wollte, dass die Indianersiedlungen getrennt von den Dörfern der Weißen waren, um sie möglichst vor deren Gefahren und Versuchungen zu schützen. 1793 gab es in der neuen Siedlung Schœnfeldt (englisch: Fairfield) 159, vier Jahre später 172 Bewohner. Er erlebte aber auch herbe Rückschläge, dass sich etliche Indianer wieder vom christlichen Glauben und einem friedlichen Leben abwandten und zu den alten Gebräuchen zurückkehrten. Zeisberger kehrte 1798 wieder zurück, um den Rest seines Lebens bei konvertierten Indianern in Goshen bei Gnadenhütten am Muskingum River in Ohio zu verbringen. Dort starb er 1808 im Alter von 87 Jahren, wo er auch begraben wurde.

## Familie
Am 4. Juni 1781 heiratete er Susan Lecron in Lititz, die seine Arbeit tatkräftig mittrug.

## Gedenken
- Gedenktag am 17. November im Evangelischen Namenkalender.
- 1916 wurde in Coudersport im Potter County im Norden Pennsylvanias für Zeisberger ein Denkmal errichtet, weil er der erste Weisse in dieser Gegend war.[12]
- Haus für Kinder und Jugendliche mit geistiger Behinderung der Herrnhuter Diakonie in Herrnhut wurde nach ihm benannt.[13]

## Werk
In seiner 62-jährigen Dienstzeit hat David Zeisberger zahlreiche Indianer zum christlichen Glauben geführt und darin unterrichtet. Man nannte ihn deshalb Apostel der Indianer. Ebenso bemerkenswert ist seine Leistung als Forscher der nordamerikanischen Indianersprachen und als Schriftsteller. 1776 erschien sein Werk: Essay of a Delaware Indian and English Spellingbook (deutsch: Beschreibung eines Delaware-Indianers und englische Rechtschreibung). Er hatte das Buch für christliche Indianer am Muskingum River geschrieben, das im Jahr 1806 in erweiterter Form neu aufgelegt wurde. Außerdem publizierte er eine Grammatik und ein Wörterbuch der Onondaga-Sprache und 1803 eine Zusammenfassung geistlicher Lieder und Kinderpredigten in der Sprache der Delaware. Posthum wurde 1823 Zeisbergers Übersetzung von Samuel Lieberkühns Evangelienharmonie herausgegeben. Zur gleichen Zeit erschien ein englisch-deutsches Wörterbuch der Indianersprachen der Onondaga und Lenni Lenape und deren Grammatik, in dem auch Teile des Neuen Testaments übersetzt wurden. Wie andere Mitglieder der Brüdergemeine hinterließ er zahlreiche Tagebücher, die detailliert das Leben und die Kultur der Indianer schildern.

## Schriften
- Essay of a Delaware-Indian and English Spellingbook, 1776 und erweitert 1806.
- Grammar of the language of the Lenni Lenape or Delaware Indians, übersetzt aus dem Deutschen von Peter Stephen du Ponceau, The Transactions of the American Philosophical Society, James Kay jr., Philadelphia 1827 (Online auf archive.org).
- Diary of David Zeisberger, a Moravian Missionary among the Indians of Ohio, übersetzt von Eugene F. Bliss, Robert Clarke & Co., Cincinnati 1885, Band 1 und 2.
- The History of the North American Indians, 1779-1780, ed. Archer B. Hulbert und William Schwarze, in: Ohio Archeological and Historical Society Publications, N° 19, 1910, S. 1–173.
- Schoenbrunn story; excerpts from the diary of the Reverend David Zeisberger, 1772-1777, at Schoenbrunn in the Ohio country, Ohio Historical Society, Columbus 1972.
- Grammar of the language of the Lenni Lenape or Delaware Indians. AMS Press, New York 1980.
- David Zeisberger’s Official Diary, Fairfield, 1791-1795, übersetzt von Paul E. Mueller, 1981.
- Herrnhuter Indianermission in der Amerikanischen Revolution. Akademie Verlag, Berlin 1995.
- The Moravian mission diaries of David Zeisberger, 1772−1781. Hermann Wellenreuther & Carola Wessel, ed., Pennsylvania State University Press, University Park, Pennsylvania 2005.

### Übersetzungen ins Delawarische
- Elekup Nihillalquonk woak Pemauchsohalquonk Jesus Christ. The history of our Lord and Saviour Jesus Christ: comprehending all that the four evangelists have recorded concerning him: all their relations being brought together in one narration, so that no circumstance is omitted, but that inestimable history is continued in one series, in the very words of Scripture. Translated into Delaware by David Zeisberger. Daniel Fanshaw, New York 1821. Online auf archive.org. 
  - Übersetzung des Werkes von Samuel Lieberkühn: Die Geschichte unsers Herrn und Heilandes Jesu Christi aus den vier Evangelisten zusammen gezogen. Verlegt und zu finden in der Buchhandlung der evangelischen Brüderunität, bey C. E. Senft. Gnadau 1820. Online auf archive.org.
- Abraham Luckenbach (Hrsg.): A collection of hymns for the use of the Delaware Christian Indians of the missions of the United Brethren of North America. Translated by David Zeisberger. J. & W. Held, Bethlehem 1847. Online auf archive.org.